# 가와키타촌 (이시카와현)
가와키타촌(川北村)은 이시카와현 가호쿠군에 설치되었던 촌이다.